# 甲賀組
甲賀組（こうがぐみ）是江戶幕府百人組之一組。百人組因配下有同心百人，所以也稱作鐵砲百人組。

## 概略
山岡景友在關原之戰攻略西軍之城的功績拜領9000石，後將其中的4000石分配給甲賀眾戰死者之子弟，作為配下。此為甲賀組之始。江戶幕府成立後，拜領千駄谷的組屋敷、青山權田原的鐵砲場，負責大手三門的警備，和伊賀組、根來組、二十五騎組（青山組）共同派駐在百人番所。

## 關連項目
- 甲賀
- 百人町
- 甲賀稻荷
- 伊賀組
- 根來組
- 鐵砲方

## 出典
- 大辞泉（小学館、松村明監修）